# Sokola Góra (wzgórze)
Sokola Góra (378 m n.p.m.) – wzniesienie pomiędzy Olsztynem a Biskupicami, w gminie Olsztyn. Należy do ciągu wzniesień Wyżyny Mirowsko-Olsztyńskiej na Wyżynie Częstochowskiej. Wzniesienie ma formę wydłużonego wału wznoszącego się od biegnącej po jego zachodniej stronie drogi w kierunku południowo-wschodnim. Jest całkowicie porośnięte lasem. Znajduje się na nim wiele wapiennych skał. Na dwóch z nich (Boniek i Pielgrzym) dopuszczalne jest uprawianie wspinaczki skalnej. Jest też wiele jaskiń i schronisk: Jaskinia na Półce w Sokolicy, Jaskinia Niska, Jaskinia pod Sokolą, Jędrusiowa Jama, Schronisko Borsucze w Sokolicy, Schronisko pod Półką w Sokolicy, Schronisko Pogorzelskiego, Schronisko przed Amfiteatrem, Schronisko w Amfiteatrze, Schronisko w Skale Bonifacego, Schronisko w Sokolicy Pierwsze, Schronisko w Sokolicy Drugie, Schronisko w Sokolicy Trzecie, Schronisko w Ścianie, Studnia w Amfiteatrze, Studnisko.
Sokola Góra jest jednym z kilku wzniesień Sokolich Gór. Pozostałe to: Kamienne Górki, Setki, Donica, Pustelnica, Karzełek, Puchacz, Jodłowa Góra, Knieja. Na większości z nich utworzono rezerwat przyrody Sokole Góry.
Przy drodze do Olsztyna u zachodniego podnóża Sokolej Góry jest parking samochodowy, wiaty dla turystów i tablice informacyjne. Z miejsca tego wychodzą szlaki turystyczne i ścieżka edukacyjna, prowadzące przez najciekawsze miejsca rezerwatu Sokole Góry.

## Szlaki turystyczne
szlak św. Idziego: Olsztyn – Biakło – rezerwat przyrody Sokole Góry – Zrębice
 Olsztyn – Biakło – rezerwat przyrody Sokole Góry – Knieja – Zrębice